# Телескоп Отто Струве

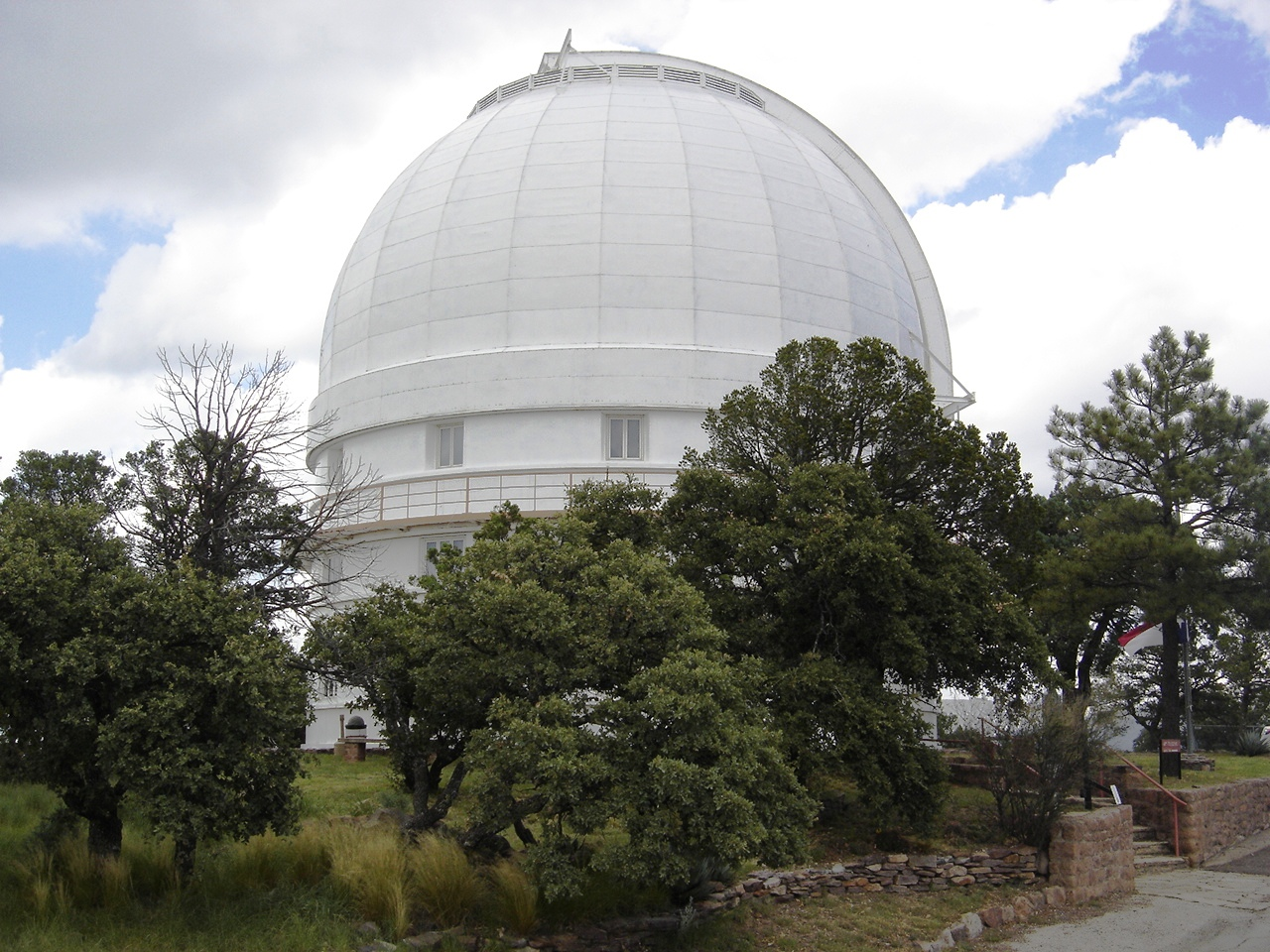
Купол телескопа

Телескоп Отто Струве (англ. Otto Struve Telescope) — перший великий телескоп, побудований в Макдональдській обсерваторії. Телескоп розташований у горах Девіс у Західному Техасі. Телескоп був побудований між 1933 і 1939 роками, а назву на честь американського астронома українського походження Отто Струве отримав у 1966 році. Телескоп обладнано сучасними детекторами, що дозволяє понині використовувати його для наукових досліджень.

## Історія
Телескоп був розроблений компанією Warner & Swasey і побудований між 1933 і 1939 роками компанією Paterson-Leitch. Його дзеркало діаметром 2,1 м було на той час другим за розміром у світі. Він був названий на честь Отто Струве в 1966 році, через три роки після його смерті; Струве був директором Макдональдської обсерваторії з 1932 по 1950 рік.
Гори Девіс є зручним місцем для астрономічних досліджень через чисте сухе повітря та помірну висоту. Віддаленість обсерваторії виявилася серйозною проблемою для транспортування такого великого дзеркала. Це була дуже складна подорож для дзеркала телескопа Отто Струве до цієї віддаленої частини Техасу та на вершину гори Лок. Дзеркало перевіз з сусіднього міста Форт-Девіс на гору Карлтон Вілсон, власник місцевої транспортної компанії, а місцеві жителі аплодували, дивлячись на це.

## Відомі застосування та відкриття
Телескоп був одним із двох телескопів, які використовувалися для встановлення та визначення фотометричної системи UBV Джонсона — Моргана.
У 1949 році Джерард Койпер з Єркської обсерваторії в результаті фотографічного пошуку супутників Нептуна відкрив другий супутник планети, названий Нереїдою.

## Найбільші телескопи-сучасники
Телескоп Отто Струве отримав перше світло в 1939 році, після 100-дюймового телескопа Гукера, але раніше двох великих телескопів Британської Співдружності, розташованих в Канаді. Багато конкуруючих проєктів були відкладені через війну на початку 1940-х років.
Чотири найбільші телескопи 1939 року:
| # | Назва / обсерв                                               | Зображення | Діафрагма | Висота | Перше світло |
| - | ------------------------------------------------------------ | ---------- | --------- | ------ | ------------ |
| 1 | Телескоп Гукера / Обсерваторія Маунт- Вілсон                 |            | 254 см    | 1742 м | 1917         |
| 2 | Телескоп Отто Струве / Макдональдська обсерваторія           |            | 208 см    | 2070 м | 1939         |
| 3 | Обсерваторія Девіда Данлепа                                  |            | 188 см    | 224 м  | 1935         |
| 4 | Телескоп Пласкетта / Доміньйонська астрофізична обсерваторія |            | 182 см    | 230 м  | 1918         |